# Dub techno
Il dub techno è un sottogenere della minimal techno, apparso negli anni 90 che fonde la musica techno con quella dub.

## Storia
Il duo tedesco dei Basic Channel, degli inizi degli anni '90, formato dai musicisti/produttori Moritz von Oswald e Mark Ernestus, vengono spesso considerati gli inventore di questo sottogenere. Le prime composizioni di dub techno del gruppo risalgono ai primi anni '90.
Negli anni '90 diversi artisti hanno lavorato al genere, ma si basavano essenzialmente su un'imitazione o una reinterpretazione del tipo di suono creato dai Basic Channel.
I due musicisti in seguito fondarono anche l'etichetta Chain Reaction attraverso la quale pubblicarono sia musica influenzata dalla dub techno (anche prodotta anche da altri musicisti, come il brano "Cyan I" di Monolake), sia brani techno senza quei caratteristici elementi dub (come il 33 giri "Direct Out / Direct Drive" dell'artista Continuous Mode).
Un classico di metà anni 90 è anche “Redundance 1” di Porter Ricks.
Anche il movimento  "click and cuts movement" degli anni '90 di Mille Plateaux, è stato indicato dal critico musicale Josh Baines come caratterizzante del suono della dub techno, soprattutto per quanto riguardano le sue derivazioni di impronta più melodica.

## Caratteristiche principali
La dub techno è una sorta di fusione tra la minimal tecno e il dub giamaicano, dal quale riprende le tecniche di produzione e l'utilizzo del delay e il riverbero, per creare un'atmosfera più densa e trame armoniche più elaborate. Sebbene dub non sia l'unico genere che usa questi effetti, è proprio questo stile che ha ispirato i Basic Channel per creare la loro musica. Lo stile è di solito basato sulla tipica struttura 4/4 della techno, con un'enfasi su ogni terzo quarto. I pezzi di dub techno sono solitamente più lunghi dei classici pezzi techno, fino a 15 o 20 minuti.
Il critico musicale Josh Baines ha paragonato la techno dub alla musica ambient, in quanto la musica di entrambi i generi si comporta appunto come "musica di sottofondo". Infatti mentre alcuni stili di musica elettronica sono caratterizzati dalla loro durezza e velocità, la dub techno essendo influenzata anche dall'ambient e dalla minimal techno è spesso percepita come relativamente rilassante. Alcune produzioni particolarmente rallentate e da atmosfere rarefatte talvolta è definita come dub ambient.
Il musicista Justin Broadrick per inquadrare i suoi ultimi lavori dub techno afferma che "è banalmente il modus operandi del dub, quindi la riduzione di una traccia all’osso, applicato a una techno ora strisciante, oscura e minacciosa, ora esplicitamente violenta."

## Film
- Kvadrat - film documentario sulla scena e i DJ dub techno.